# Sidirokastro
Sidirokastro (græsk: Σιδηρόκαστρο; Bulgarsk og makedonsk: Валовища/Валовишта Valovišta; tyrkisk: Demirhisar) er en by og en tidligere kommune i den regionale enhed Serres, i periferien Centralmakedonien i Grækenland. Siden kommunalreformen i 2011 er den en del af kommunen Sintiki, hvor den er sæde og en kommunal enhed. Det ligger nær den frugtbare dal til floden Strymonas (Struma), på bredden af Krousovitis-floden. Sidirokastro ligger på den europæiske rute E79 og hovedvejen fra det nordlige Grækenland (Thessaloniki) til Bulgarien. Den har en række turistattraktioner, såsom et middelalderligt stenslot, byzantinske ruiner og naturlige kurbade.
Sidirokastro ligger 25 km nordvest for byen Serres, mellem Vrontous- og Angistro-bjergene (mod nord) og floden Strymonas (mod vest). 2011-folketællingen registrerede 9.294 indbyggere i kommunen og 5.693 i byen. Kommunen har et areal på 196,6 km2. Byen krydses af Krousovitis-floden, en af Strymonas' bifloder, som deler byen i to dele, der er forbundet med to broer: Stavrou og Kalkani. Sidirokastros befolkning er en blanding af oprindelige folk og efterkommere af det tidlige 20. århundrede bølger af flygtninge fra Lilleasien (mennesker, der søgte asyl i Grækenland fra krigene og konflikterne i den periode). Sidirokastro tog imod flygtninge fra Melnik i 1913; fra Østthrakien (europæisk Tyrkiet) efter angrebet i 1922, der fulgte efter de græsk-tyrkiske krige i Lilleasien; fra Pontus, Vlachs og folk fra hele Grækenland.

## Historie
Sidirokastros historie rækker langt tilbage i tiden. Her er palæolitiske ruiner, og referencer til området findes hos Homer og Herodot. Dens gamle indbyggere migrerede til Sidirokastro fra øen Limnos. Områdets første indbyggere var af den sintianske stamme, som Sintiki-provinsen er opkaldt efter.
Ifølge statistikken fra geograferne Dimitri Mishev og DM Brancoff havde byen en samlet kristne befolkning på 1.535 mennesker i 1905, bestående af 864 bulgarske patriarkatiske grekomanere, 245 græske kristne, 240 Vlachs, 162 romaer og 24 eksarkistiske bulgarere. 
Den 20. september 1383 blev Sidirokastro overtaget af osmanniske styrker og forblev under deres styre i 529 år. Dens navn blev ændret til "Demir Hisar" (også kaldet "Timurhisar"). Demirhisar var et kazacenter i Sanjak i Serres før Balkankrigene. I 1912 blev Sidirokastro erobret af bulgarerne under general Georgi Todorov, men nogle måneder senere kom den under græsk kontrol, da Balkankrigene sluttede. I 1915, under Første Verdenskrig, kom den under kontrol af centralmagterne (især bulgarere), men det forblev en del af den græske stat, da krigen sluttede (1918). I april 1941, efter overgivelsen af Roupel-fæstningen og den tyske hærs invasion af Grækenland, besatte den bulgarske hær Sidirokastro, som en del af den tredobbelte besættelse af Grækenland. Bulgarerne forlod i 1944 med resten af de besejrede aksemagter.

## Seværdigheder
- Der er en række seværdigheder at finde i Sidirokastro, såsom ruinerne af det byzantinske slot, Agios Dimitrios-kirken, der er hugget ind i klippen, og broerne over Krousovitis-floden.
- Issari-fortet, bygget af kejser Basileios 2. Det er 155 meter højt og knejser over byens nordvestlige side. Byen skylder sit navn til dette fort: "Sidirokastro" betyder "jernslot" på græsk, ligesom "Demir Hisar" på tyrkisk.
- Vådområdet ved den kunstige Kerkinisøen, skabt af en dæmning ved Strymon-floden. Dette enestående habitat, der er beskyttet af Ramsar-konventionen om vådområder, danner Grækenlands naturlige grænse til Bulgarien. Det er et af de rigeste fuglehabitater i Grækenland, og er hjemsted for mere end 300 arter.
- Sidirokastro Hot Springs har en temperatur på 45 °C. De er lige uden for byen mod nord, nær Strymon-flodens jernbanebro, på en bakke med udsigt over området. Tusindvis af mennesker tager til disse varme kilder hvert år, både for rekreation og terapi. Der er flere varme kilder i Thermes og Angistro.
- Byens største årlige festival er den 27. juni, der fejrer områdets befrielse fra det osmanniske styre i 1913.
- Mihalis Tsartsidis Folklore og Historisk Museum